# 養鱒公園駅

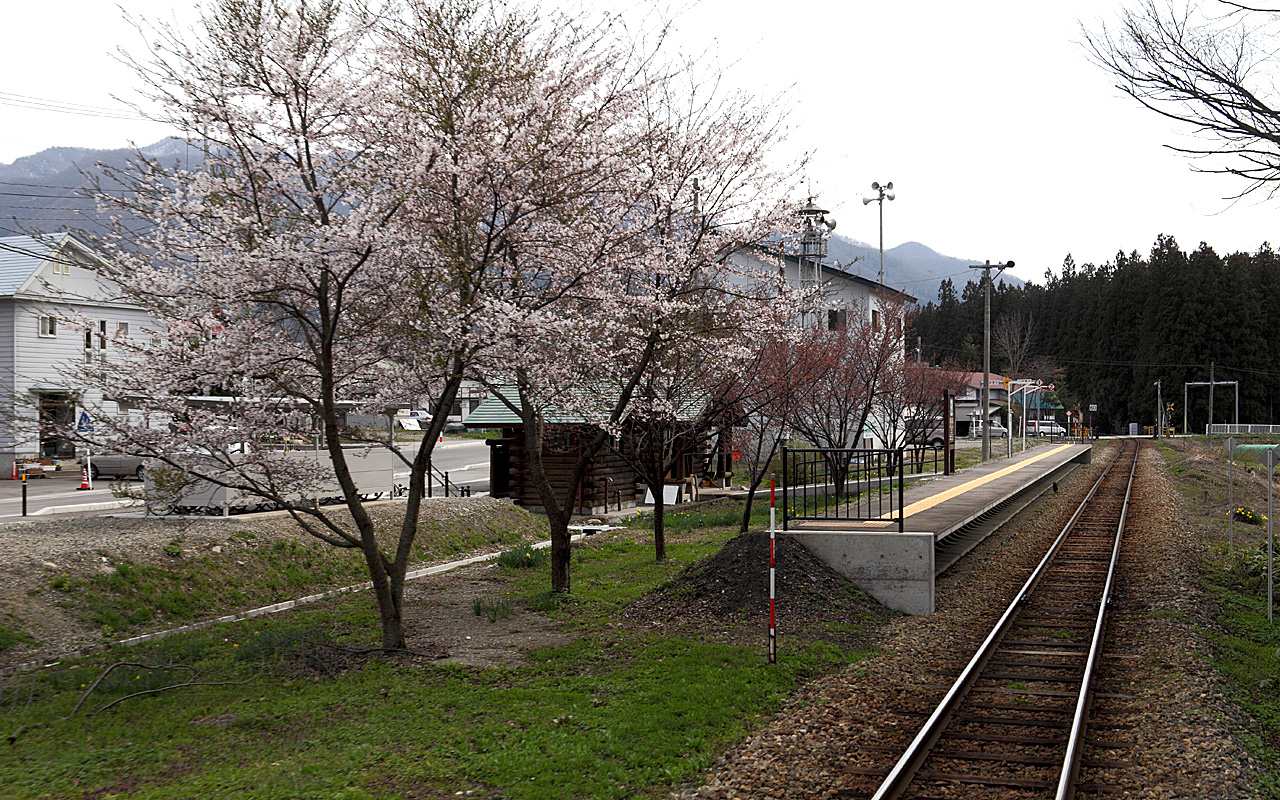
全景

養鱒公園駅（ようそんこうえんえき）は、福島県南会津郡下郷町大字落合字下ノ原にある会津鉄道会津線の駅である。
2006年（平成18年）3月18日のダイヤ改正まで、駅名の「鱒」の表記は「鱒」（右上部分が「ソ」でなく「ハ」）となっていた。

## 歴史
- 1947年（昭和22年）9月20日 - 国有鉄道の会津落合駅（あいづおちあいえき）として開業[1]。
- 1967年（昭和42年）
  - 4月1日 - 貨物取扱廃止[2]。
  - 11月1日 - 荷物取り扱い廃止[2][3]。駅無人化[4]。
- 1987年（昭和62年）
  - 4月1日 - 国鉄分割民営化により東日本旅客鉄道（JR東日本）の駅となる[2]。
  - 7月16日 - 会津鉄道転換と同時に養鱒公園駅に改称[2]。

## 駅構造
単式ホーム1面1線の地上駅。無人駅である。
ログハウス風の駅舎があり、駅名標には「那須の白けむりを望む」と書かれている。

## 利用状況
- 会津鉄道 - 2015年度の1日平均乗車人員は11人であった[5]。

| 乗車人員推移 | 乗車人員推移     |
| 年度         | 一日平均乗車人員 |
| ------------ | ---------------- |
| 2000         | 63               |
| 2001         | 60               |
| 2002         | 55               |
| 2003         | 52               |
| 2004         | 49               |
| 2005         | 36               |
| 2006         | 25               |
| 2007         | 27               |
| 2008         | 25               |
| 2009         | 22               |
| 2010         | 22               |
| 2011         | 16               |
| 2012         | 14               |
| 2013         | 11               |
| 2014         | 11               |
| 2015         | 11               |

## 駅周辺
- 養鱒公園
徒歩約40分。鱒の養殖場で、鱒釣りや釣った鱒を焼いて食べることも可能。
- 下郷町立旭田小学校 落合分校
- 国道121号
- 福島県道347号高陦田島線
- 福島県道348号落合豊成線

## バス路線
| 乗場 | 系統                     | 主要経由地                       | 行先                            | 運行会社       | 備考       |
| ---- | ------------------------ | -------------------------------- | ------------------------------- | -------------- | ---------- |
|      |                          | 十文字上、音金上坪、養鱒公園駅前 |                                 | 会津乗合自動車 | 土休日運休 |
|      | 旭田小学校前、下郷中学校 | 会津下郷駅                       | 土休日運休 下郷中学校は一部通過 | 会津乗合自動車 |            |

## 隣の駅
会津鉄道
■会津線
□快速「リレー号」
通過
□快速「AIZUマウントエクスプレス」・□快速（無愛称の会津若松行き）・■普通（「リレー号」含む）
ふるさと公園駅 - 養鱒公園駅 - 会津長野駅